# 1992 EP
1992 EP är en asteroid i huvudbältet som upptäcktes den 7 mars 1992 av de båda japanska astronomerna Seiji Ueda och Hiroshi Kaneda i Kushiro.
Asteroiden har en diameter på ungefär 9 kilometer och den tillhör asteroidgruppen Martes.